# Urphershofen
Urphershofen (auch Wachtelbuck genannt) ist ein Gemeindeteil der Gemeinde Steinsfeld im Landkreis Ansbach (Mittelfranken, Bayern). Urphershofen liegt in der Gemarkung Hartershofen.

## Geographie
Durch den Weiler fließt der Ensbach, der ein linker Zufluss der Aisch ist. 0,5 km nördlich des Ortes liegt der Eschgarten, 0,5 km südöstlich liegt der Nordenberger Forst. Eine Gemeindeverbindungsstraße führt nach Hartershofen zur Kreisstraße AN 8 (1,5 km südwestlich).

## Geschichte
1802 gab es im Ort drei Haushalte, die alle der Reichsstadt Rothenburg untertan waren.
Mit dem Gemeindeedikt (frühes 19. Jahrhundert) wurde Urphershofen dem Steuerdistrikt Steinsfeld und der Ruralgemeinde Hartershofen zugeordnet. Im Zuge der Gebietsreform in Bayern wurde Urphershofen am 1. Mai 1978 nach Steinsfeld eingemeindet.

### Einwohnerentwicklung
| Jahr      | 001818 | 001840 | 001861 | 001871 | 001885 | 001900 | 001925 | 001950 | 001961 | 001970 | 001987 | 002009 | 002015 | 002023 |
| Einwohner | 32     | 39     | 40     | 42     | 50     | 51     | 47     | 52     | 38     | 37     | 25     | 18     | 20     | 20     |
| Häuser    | 6      | 7      |        |        | 11     | 10     | 11     | 10     | 10     |        | 9      |        |        |        |
| Quelle    | [ 8 ]  | [ 9 ]  | [ 10 ] | [ 11 ] | [ 12 ] | [ 13 ] | [ 14 ] | [ 15 ] | [ 16 ] | [ 17 ] | [ 18 ] | [ 19 ] |        | [ 1 ]  |

## Religion
Der Ort ist seit der Reformation evangelisch-lutherisch geprägt und bis heute nach St. Maria (Steinsfeld) gepfarrt. Die Einwohner römisch-katholischer Konfession sind nach St. Johannis (Rothenburg ob der Tauber) gepfarrt.